# Mohammad al-Anbar
Mohammad al-Anbar, né le 22 mars 1985 à Riyad, est un footballeur saoudien. Il joue au poste d'attaquant avec l'équipe d'Arabie saoudite et le club de Al Hilal Riyad. 

## Carrière

### En club
- 2002- : Al Hilal Riyad -  Arabie saoudite

### En équipe nationale
Al-Anbar a été présélectionné pour participer à la coupe du monde 2006 avec l'équipe d'Arabie saoudite. Mais à la suite d'une blessure à l'entraînement, il a été remplacé par Mohammad al-Bishi.
5 sélections (1 but) entre 2005 et 2006.

## Palmarès
- Champion d'Arabie saoudite en 2005